# アーミー・オブ・ザ・デッド
『アーミー・オブ・ザ・デッド』（原題：Army of the Dead）は、アメリカ合衆国で製作されたゾンビ映画。2021年5月21日に全世界でNetflixにより配信された。監督はザック・スナイダー、主演はデイヴ・バウティスタ。
ザック・スナイダーにとっては2004年の『ドーン・オブ・ザ・デッド』以来17年ぶりのゾンビ映画である。また、本作の前日譚の『アーミー・オブ・シーブズ』が2021年に配信された。

## ストーリー
アメリカ軍がエリア51から未知の生物を載せたコンテナを輸送する。しかし気が散っていた新婚夫婦が運転する車に衝突された時に投げ出されたコンテナから超人的なゾンビが解き放たれ兵士が次々と襲われる。そしてゾンビはラスベガスへ向かい、ラスベガスはゾンビパニックへと陥る。やがてラスベガスは封鎖されたのだった。
本作は傭兵たちが強盗計画を企てて封鎖されたラスベガスに踏み込み、一世一代の大博打に挑む様子を描く。

## キャスト
※括弧内は日本語吹替。
- スコット・ウォード - デイヴ・バウティスタ（楠大典）
- ケイト・ウォード - エラ・パーネル（イブ優里安）

スコットの娘。隔離区域でボランティアをしている。
- マリア・クルス - アナ・デ・ラ・レゲラ（宮島依里）
- マーティン - ギャレット・ディラハント（落合弘治）

タナカの警護責任者。
- マイキー・グーズマン - ラウル・カスティーロ（新田英人）

恐れ知らずの動画配信者。
- ヴァンデルローエ - オマリ・ハードウィック（遠藤大智）
- マリアンヌ・ピーターズ - ティグ・ノタロ（浅野まゆみ）

ヘリ操縦士。
- リリー - ノラ・アルネゼデール（鶏冠井美智子）

通称“コヨーテ”。隔離されたベガスへ潜入する方法を知る案内人。
- ルドウィック・ディーター - マティアス・シュヴァイクホファー（烏丸祐一）

金庫破りとして雇われる鍵師。
- チェンバーズ - サマンサ・ウィン（木村香央里）

マイキーの仲間。報酬はマイキーが払う。
- デイモン - コリン・ジョーンズ（石黒史剛）

計画段階で恐れをなして計画から抜ける。
- バート・カミングス - テオ・ロッシ（岩城泰司）

隔離キャンプの衛兵。
- ギータ - ヒューマ・クレシ（平田絵里子）

子どもたちのために隔離生活から抜け出すことを考えている女性。ベガスへ潜り込んで、スロットのお金を盗もうとする。二児の母親。
- ブライ・タナカ - 真田広之[3]（真田広之）
- ケリー軍曹 - マイケル・キャシディ
- ザ・ブライド - アテナ・ペランプル

アルファゾンビ達の女王。
- ゼウス - リチャード・セトロン

アルファゾンビ達の王。
- その他の日本語吹き替え：木村涼香／松川裕輝／ボルケーノ太田／杉山滋美／花岡星也
- 日本語版スタッフ：演出：本吉伊都子、翻訳：伊原奈津子、調整：黒崎裕樹、録音：宮崎愛菜、大石好誠、日本語版制作：グロービジョン

## ゾンビ
- シャンブラー

## 評価
本作は批評家から好意的に評価されている。映画批評集積サイトのRotten Tomatoesには129件のレビューがあり、批評家支持率は73%、観客による支持率は79%となっている。平均点は10点満点で6.2点となっている。サイト側による批評家の見解の要約は「野心的なゾンビ強盗映画である『アーミー・オブ・ザ・デッド』は、ザック・スナイダー監督が得意とする残忍なスプラッシュで彼のジャンルの原点に戻っている」となっている。また、Metacriticには36件のレビューがあり、加重平均値は57/100となっている。